# Simpang (Kaway XVI)
Simpang is een bestuurslaag in het regentschap Aceh Barat van de provincie Atjeh, Indonesië. Simpang telt 340 inwoners (volkstelling 2010).